# Gladys Daniell

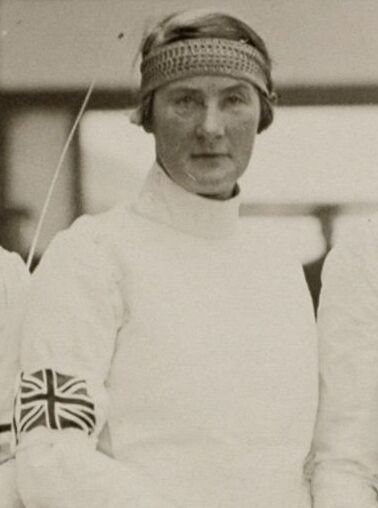
Gladys Daniell (1928)

Gladys Daniell (* 8. November 1884 in Wandsworth, London; † 26. Juli 1962 in Bournemouth) war eine britische Fechterin.

## Karriere
Daniell wurde 1911 und 1912 britische Meisterin im Florett der Frauen. Nachdem ihr Bruder Leaf, Silbermedaillengewinner mit der Degen-Mannschaft bei den Olympischen Spielen 1908, zwei Monate vor den Meisterschaften 1913 gestorben war, verzichtete sie auf eine Teilnahme.
Als nach dem Ersten Weltkrieg wieder Meisterschaften ausgetragen wurden, belegte Daniell 1920 den zweiten Platz, gewann aber im folgenden Jahr ihren dritten Titel und fügte 1924 einen vierten hinzu.
Daniell nahm 1924 an den Olympischen Spielen in Paris teil, wo sie im Teilnehmerfeld des erstmals ausgetragenen Einzelwettbewerbs im Florettfechten der Frauen stand. Sie gewann die erste Runde mit 5:0-Siegen, schied jedoch im Halbfinale nach vier Niederlagen, unter anderem gegen die spätere Olympiasiegerin Ellen Osiier, aus dem Turnier aus.
Bei den Olympischen Spielen 1928 in Amsterdam erreichte sie nach einem dritten Platz in der Vorrunde und einem vierten Platz in ihrer Halbfinalgruppe das Finale. Dort unterlag sie den Medaillengewinnerinnen Helene Mayer, Muriel Freeman und Olga Oelkers. Mit zwei Siegen aus sieben Gefechten belegte sie den fünften Platz.

## Erfolge
- Britische Meisterin im Florett: 1911, 1912, 1921 und 1924
- Alfred-Hutton-Gedächtnispokal: 1921, 1925 und 1926